# Adquisición inicial de la microbiota
La adquisición inicial de la microbiota es la formación de un microbiota en un organismo inmediatamente antes y después del nacimiento. La microbiota (también llamada flora) son todos los microorganismos incluyendo bacterias, arqueas y hongos que colonizan el organismo. El microbioma es otro término para microbiota o puede referirse a los genomas recolectados.
Muchos de estos microorganismos interactúan con el huésped de formas que son beneficiosas y, a menudo, juegan un papel integral en procesos como la digestión y la inmunidad. El microbioma es dinámico: varía entre individuos, a lo largo del tiempo, y puede estar influenciado por fuerzas endógenas y exógenas.
Numerosas investigaciones en invertebrados han demostrado que los endosimbiontes pueden transmitirse verticalmente a los ovocitos o transmitirse externamente durante la oviposición. La investigación sobre la adquisición de comunidades microbianas en vertebrados es relativamente escasa, pero también sugiere que puede ocurrir transmisión vertical.

## En humanos
Las primeras hipótesis asumían que los bebés humanos nacen estériles y que cualquier presencia bacteriana en el útero sería dañina para el feto. Algunos creían que tanto el útero como la leche materna eran estériles y que las bacterias no entraban en el tracto intestinal del bebé hasta que se les proporcionaba alimento complementario. En 1900, el pediatra francés Henry Tissier aisló Bifidobacterium de las heces de bebés sanos alimentados con leche materna. Concluyó que la leche materna no era estéril y sugirió que la diarrea causada por un desequilibrio de la flora intestinal podría tratarse complementando los alimentos con Bifidobacterium. Sin embargo, Tissier todavía afirmó que el útero era estéril y que los bebés no entraban en contacto con bacterias hasta que ingresaban al canal del parto.
Durante las últimas décadas, la investigación sobre la adquisición perinatal de microbiota en humanos se ha expandido como resultado de los avances en la tecnología de secuenciación de ADN. Se han detectado bacterias en la sangre del cordón umbilical, líquido amniótico y membranas fetales de bebés nacidos a término sanos. También se ha demostrado que el meconio, la primera evacuación intestinal de líquido amniótico digerido de un bebé, contiene una comunidad diversa de microbios. Estas comunidades microbianas consisten en géneros que se encuentran comúnmente en la boca y los intestinos, que pueden transmitirse al útero a través del torrente sanguíneo y en la vagina, que puede ascender a través del cuello uterino.

## En vertebrados no humanos
En un experimento, se les dio alimento a ratones preñados que contenían Enterococcus faecium marcado genéticamente. Se descubrió que el meconio de las crías a término entregadas por estos ratones a través de una cesárea estéril contenía E. faecium marcada, mientras que las crías de los ratones de control que recibieron alimentos no inoculados no contenían E. faecium. Esta evidencia apoya la posibilidad de transmisión microbiana vertical en mamíferos.
La mayor parte de la investigación sobre transmisión vertical en vertebrados no mamíferos se centra en patógenos en animales agrícolas (por ejemplo, pollos, peces). No se sabe si estas especies también incorporan flora comensal en los huevos.

## En invertebrados
Las esponjas marinas albergan muchas especies de microbios específicos de esponjas que se encuentran en varios linajes de esponjas. Estos microbios se detectan en poblaciones divergentes sin rangos superpuestos, pero no se encuentran en el entorno inmediato de las esponjas. Se piensa que los simbiontes se establecieron por un evento de colonización antes de que las esponjas se diversificaran y se mantienen a través de la transmisión vertical (y, en menor medida, horizontal). Se ha confirmado la presencia de microorganismos tanto en los ovocitos como en los embriones de esponjas.
Muchos insectos dependen de simbiontes microbianos para obtener aminoácidos y otros nutrientes que no están disponibles en su principal fuente de alimento. La microbiota puede transmitirse a la descendencia a través de los bacteriocitos asociados con los ovarios o el embrión en desarrollo, al alimentar a las larvas con alimentos enriquecidos con microbios, o untar los huevos con un medio que contenga microbios durante la oviposición.